# 333097 Andrewgardner
333097 Andrewgardner è un asteroide della fascia principale. Scoperto nel 2005, presenta un'orbita caratterizzata da un semiasse maggiore pari a 2,431783 UA e da un'eccentricità di 0,164300, inclinata di 1,044957° rispetto all'eclittica.